# コート・ド・カスティヨン
コート・ド・カスティヨン （Côtes-de-castillon）は、ボルドーワインの1つ。コート・ド・カスティヨンCôtes de Castillonは、ドルドーニュ川右岸にある9村から生産される赤ワインで、AOCに指定されている。
1889年2月にボルドーAOCから分離して地区名のアペラシオンが認められた地域で、面積も3000haと広く、まだ「石」のほうが多い玉石混淆状態であるが、レベルが年々向上していることは確かである。